# Viaduc de Guerville
Le viaduc de Guerville est un ouvrage d'art de l'autoroute A13 situé dans la commune de Guerville (Yvelines, France). Composé de trois tabliers parallèles de 360 mètres de longueur totale (un dans le sens Province->Paris et deux dans le sens Paris-Province), supportant deux ou trois chaussées de circulation avec bande d'arrêt d'urgence, il franchit la route départementale 113 et la ligne de chemin de fer Paris – Rouen.

## Caractéristiques
Construit entre 1963 et 1965, cet ouvrage est composé de deux tabliers parallèles. C'est un pont à poutres en béton précontraint du type VIPP (viaduc à travées indépendantes à poutres précontraintes) qui présente une pente descendante de 4 % dans le sens Province-Paris.
Il supporte un trafic de 120 000 véhicules par jour.
Prévu à l'origine pour supporter deux chaussées comportant chacune deux voies de circulation et une bande d'arrêt d'urgence (BAU), il a par la suite été modifié pour faire face à la croissance du trafic en passant à deux fois trois voies de circulation sans BAU.
En décembre 2006, une inspection et un diagnostic approfondi ont conclu à la présence de défauts structurels, pouvant mettre en cause la sécurité des usagers et la pérennité de l'ouvrage, et nécessitant par conséquent des réparations importantes et urgentes.
La section de l'autoroute A 13 au droit du viaduc présente un caractère accidentogène marqué, notamment dans le sens Province - Paris. Cela s'explique en particulier par la configuration de cette section, caractérisée notamment par la pente longitudinale prononcée dans le sens Province - Paris qui peut engendrer des vitesses plus élevées à l'approche du viaduc, facteur aggravé par l'absence de bande d’arrêt d'urgence au droit de l'ouvrage (qui comporte uniquement une bande dérasée droite de 1 m de large), ce qui ralentit l'intervention des véhicules de secours.

## Chantier d'aménagement
Un vaste chantier d'aménagement du viaduc de Guerville, d'un coût total de 47 millions d'euros et qui s'étend sur une longueur de 2 km, a été lancé en septembre 2016. Il avait pour objectif, sans interrompre la circulation, de rénover les deux tabliers existants, de construire un troisième tablier affecté au sens province-Paris, comprenant trois chaussées et une bande d'arrêt d'urgence, et d'améliorer la sécurité en créant une bande d'arrêt d'urgence sur tous les tabliers et en réservant deux voies pour les véhicules lents (poids-lourds) dans le sens Paris-province.
Ce chantier a été réalisé par un groupement d'entreprises composé de Bouygues Travaux Publics, Victor Buyck Steel Construction et Colas, sous la maîtrise  d'ouvrage  de  SAPN  et  la  maîtrise  d'œuvre  d'Arcadis.
Le nouveau viaduc (3e tablier) a été mis en service le 3 septembre 2019. Comptant trois voies de circulation plus une bande d'arrêt d'urgence, il est affecté au trafic circulant dans le sens Province-Paris.

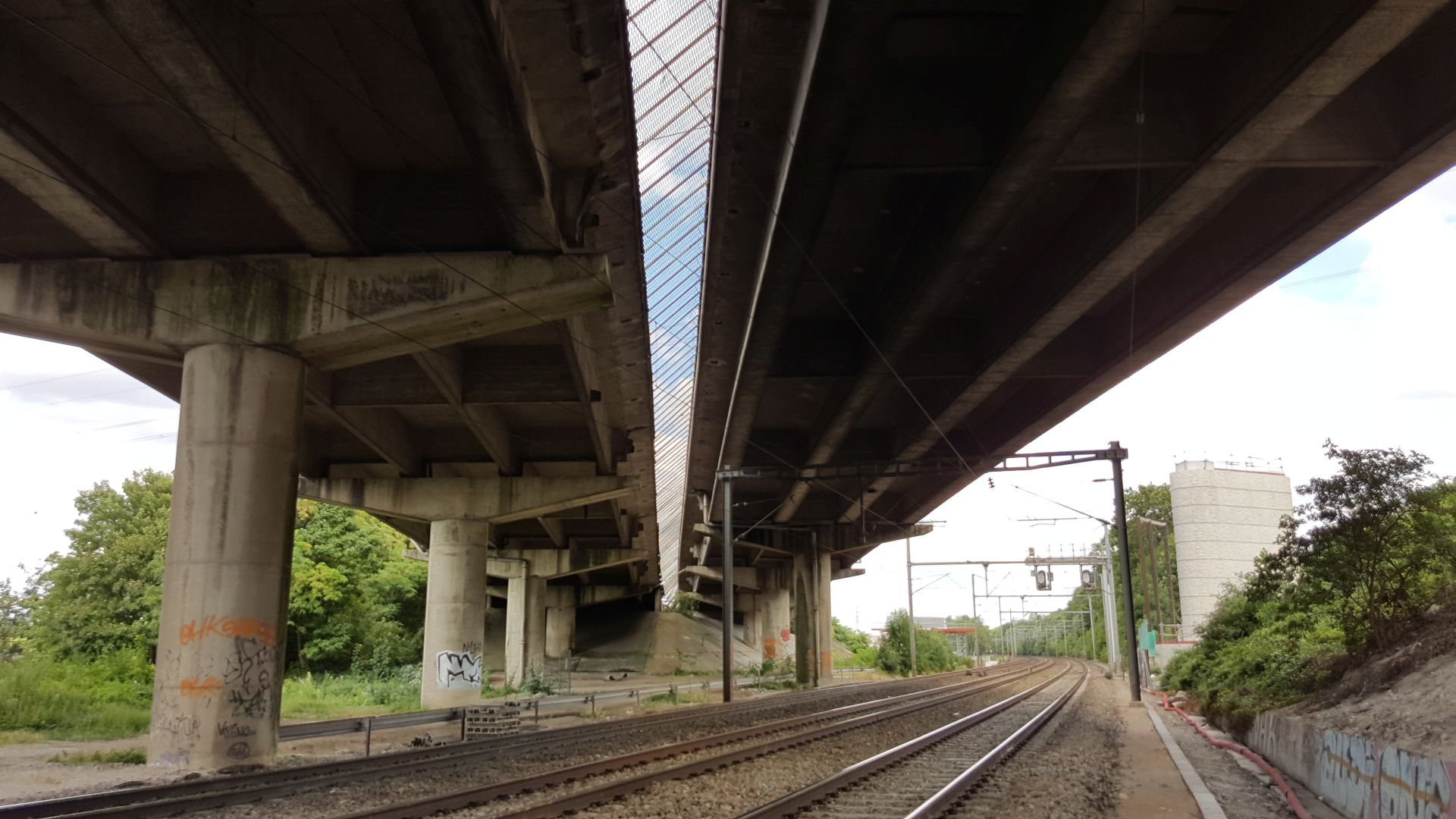
Vue des deux tabliers enjambant les voies de la ligne ferroviaire Paris – Mantes-la-Jolie – Le Havre. On aperçoit sur la droite une pile du futur 3e tablier en cours de construction (août 2017).
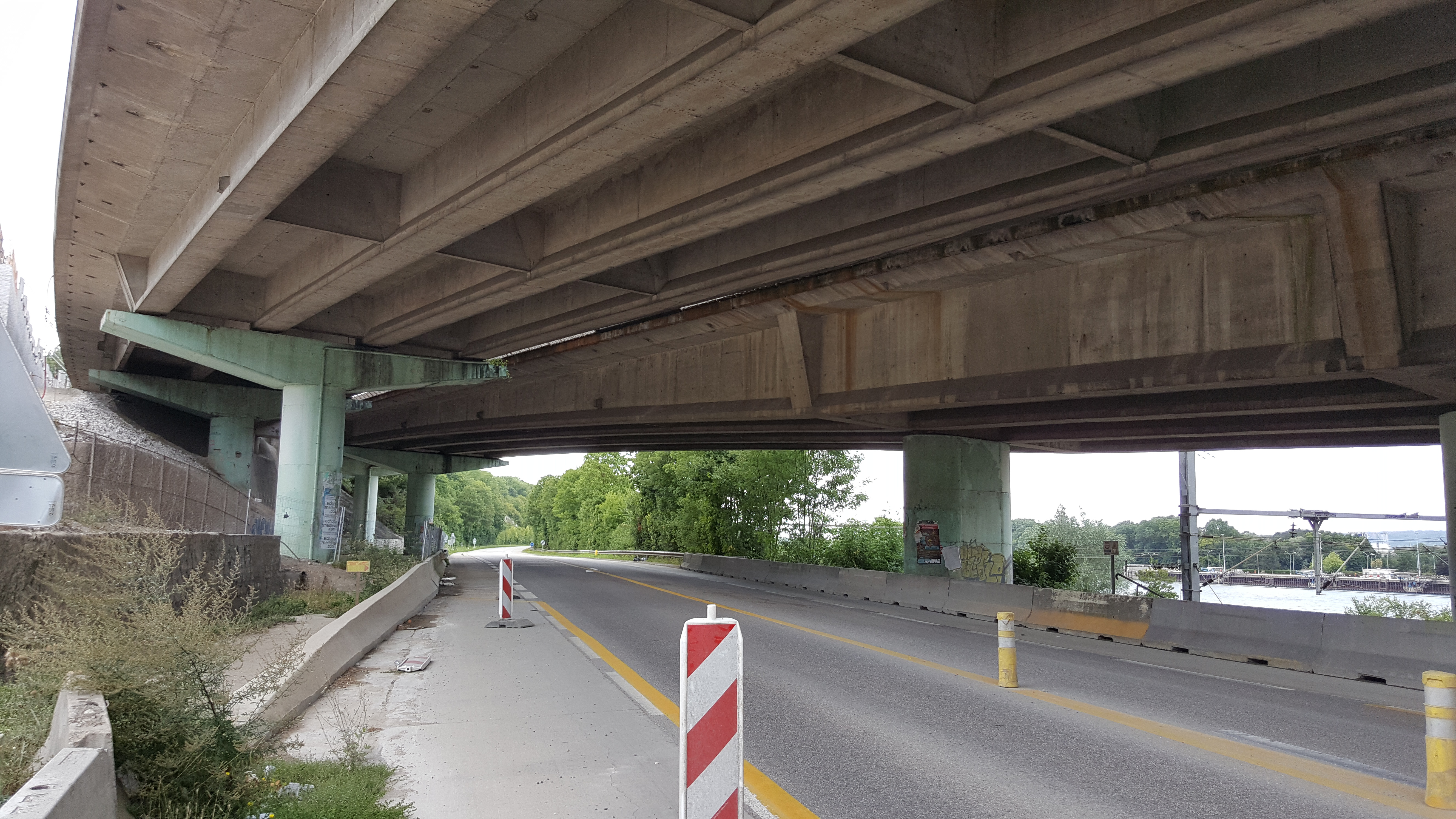
Viaduc de Guerville (A13) franchissant la route D113 à Guerville (Yvelines). À droite on aperçoit les supports caténaires de la voie ferrée située en contrebas et en arrière-plan la Seine.